# Jan Gross (ksiądz)
Jan Gross (ur. 25 kwietnia 1938 w Starogardzie Gdańskim, zm. 25 marca 2014 w Cieszynie) – polski duchowny luterański, proboszcz parafii ewangelickiej w Mikołowie w latach 1978–2004, radca konsystorza w latach 1990–2001, prezes Synodu Kościoła Ewangelicko-Augsburskiego w latach 2002–2007, członek licznych gremiów Kościoła Ewangelicko-Augsburskiego w RP, działacz ekumeniczny.

## Życiorys
Syn Jana Grossa i Heleny z domu Koch. W trakcie wojny przebywał wraz z rodziną w Wadowicach, po jej zakończeniu zamieszkał w Chorzowie. Tam ukończył szkołę podstawową oraz liceum ogólnokształcące. Po maturze, w październiku 1956 roku rozpoczął studia teologiczne na Chrześcijańskiej Akademii Teologicznej w Warszawie, którą ukończył 23 czerwca 1960 roku na podstawie pracy magisterskiej „Stosunek Kościoła Ewangelicko-Augsburskiego do kultu Marii Panny”. 2 października 1960 roku został ordynowany przez ks. bpa Andrzeja Wantułę na duchownego Kościoła Ewangelicko-Augsburskiego. Został skierowany do pracy w diecezji mazurskiej jako wikariusz diecezjalny u boku zwierzchnika tejże diecezji ks. seniora Alfreda Jaguckiego. W 1961 został pełniącym obowiązki administratorem parafii w Dąbrównie, Lipowie i Glaznotach. Od 1963 roku pracował jako wikariusz w największej w Polsce diecezji luterańskiej – diecezji cieszyńskiej, najpierw w Goleszowie (1963–1973), a następnie w Cieszynie (1973–1978).
W roku 1976 przez Służbę Bezpieczeństwa zarejestrowany jako tajny współpracownik o pseudonimie „Janek”.
3 września 1978 roku zostały wybrany przez zgromadzenie parafialne proboszczem Parafii Ewangelicko-Augsburskiej w Mikołowie, jednocześnie został administratorem parafii w Orzeszu (1978–1995). Od 1980 roku był konseniorem (zastępcą seniora) diecezji katowickiej, zrezygnował z tej funkcji w 1990 roku. Został pierwszym proboszczem nowo powstałej parafii ewangelickiej w Tychach (1983–2004). Od 1986 do 2007 roku był członkiem Synodu Kościoła z listy duchownych. W latach 1990–2001 był radcą konsystorza Kościoła Ewangelicko-Augsburskiej – naczelnej władza administracyjnej Kościoła. 6 kwietnia 2002 roku został wybrany na prezesa Synodu Kościoła, zastępując na tym stanowisku ks. Tadeusza Szurmana, który został wybrany na biskupa diecezji katowickiej. Funkcje Prezesa Synodu pełnił do 2007 roku, otrzymując od konsystorza zgodę na pełnienie tej funkcji pomimo przejścia z dniem 1 lutego 2004 roku na emeryturę.
W trakcie swojej ponad 44-letniej czynnej posługi w Kościele był członkiem wielu komisji kościelnych m.in. był: przewodniczącym Komisji Liturgicznej (1973–2007); członkiem Konsystorskiej Komisji Egzaminacyjnej (1977–2001); przewodniczącym Międzynarodowej i Międzykościelnej Komisji Śpiewnikowej (1997–2002); członkiem Synodalnych Komisji Prawniczej, ds. Środków Masowego Przekazu, Pastoralnej i Ekumenicznej; przewodniczącym Redakcji Ewangelickich Programów Radiowo-Telewizyjnych.
Ks. Jan Gross był w latach 1981–2008 przewodniczącym Śląskiego Oddziału Polskiej Rady Ekumenicznej, po przejściu na emeryturę w uznaniu zasług na polu ekumenicznym otrzymał dożywotni tytuł Honorowego Przewodniczącego Oddziału.
Zajmował się również tematem sukcesji apostolskiej urzędu biskupów luterańskich, czego efektem była opublikowana w 2012 roku książka „Pochodzenie sukcesji apostolskiej polskich biskupów luterańskich” wydawnictwa „Warto”.
Zmarły w 2014 roku, pozostawił żonę Krystynę z domu Jarzembowska i córkę Elżbietę-Helenę.

## Nagrody
- Nagroda Diecezji katowickiej Kościoła Ewangelicko-Augsburskiego „Róża Lutra” − 2004
- Nagroda Miasta Mikołowa „Mikołowianin roku 2003”
- Nagroda im. Wojciecha Korfantego nadana przez Związek Górnośląski − 2005[4]

## Wybrane publikacje
- 1968: Modlitewnik „Bądź z nami, Panie”,
- 1976: Melodie liturgiczne cz. 1-3 – Cieszyn 1976,
- 1976: Śpiewnik dla młodzieży chrześcijańskiej (ekumeniczny): „Boże, zaśpiewam ci nową pieśń” – Siegen (Niemcy)
- 1976: „Chcę być konfirmowany” – podręcznik dla konfirmantów,
- 1988: „Porównanie wyznań” Warszawa 1988 i II wyd. 2005, (K.E-R)
- 1995: „Przystąpię do ołtarza Bożego” cz. 1-3,
- 2002 i 2008: Śpiewnik Ewangelicki (2002)[5],
- 2007: Choralnik 2 – Liturgia (13 kwietnia 2007 r.),
- 2006, 2007, 2008: Agenda II Kościoła Ewangelicko–Augsburskiego w RP.
- 2012, Pochodzenie sukcesji apostolskiej polskich biskupów luterańskich.

Autor wielu opracowań i artykułów w prasie kościelnej i ekumenicznej.